# Вільхівка (Калуський район)
Вільхі́вка — село в Калуському районі Івано-Франківської області. Входить до складу Дубівської сільської громади.

## Географія
Селом протікає річка Млинівка.

## Історія

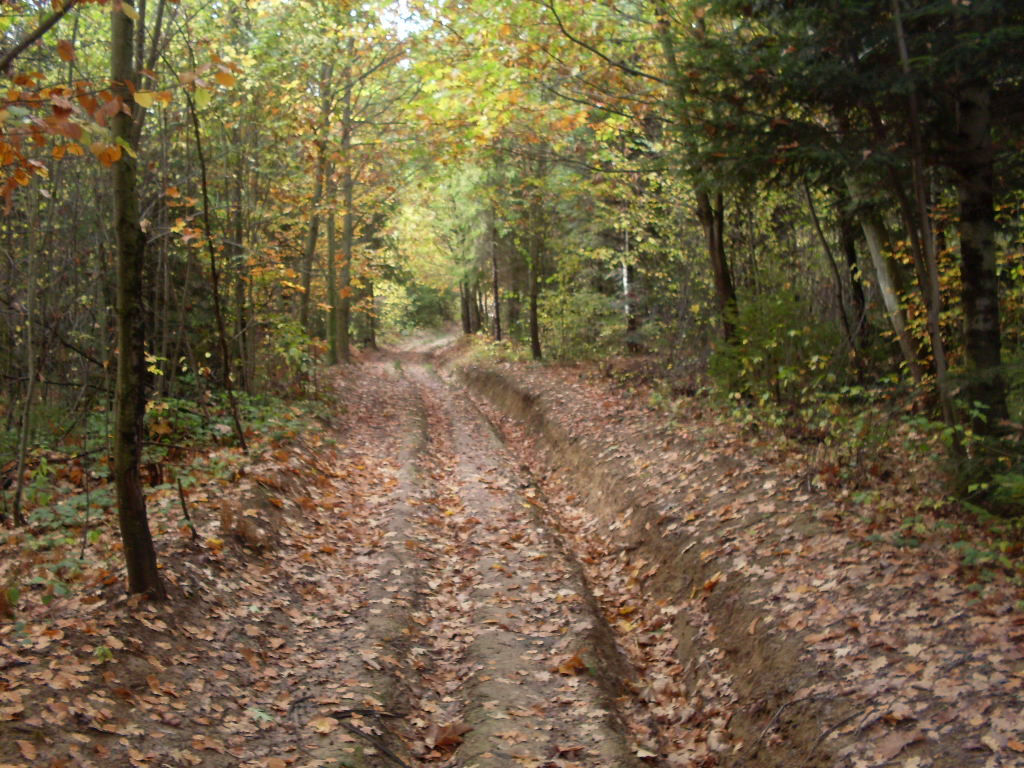
Лісова дорога біля села

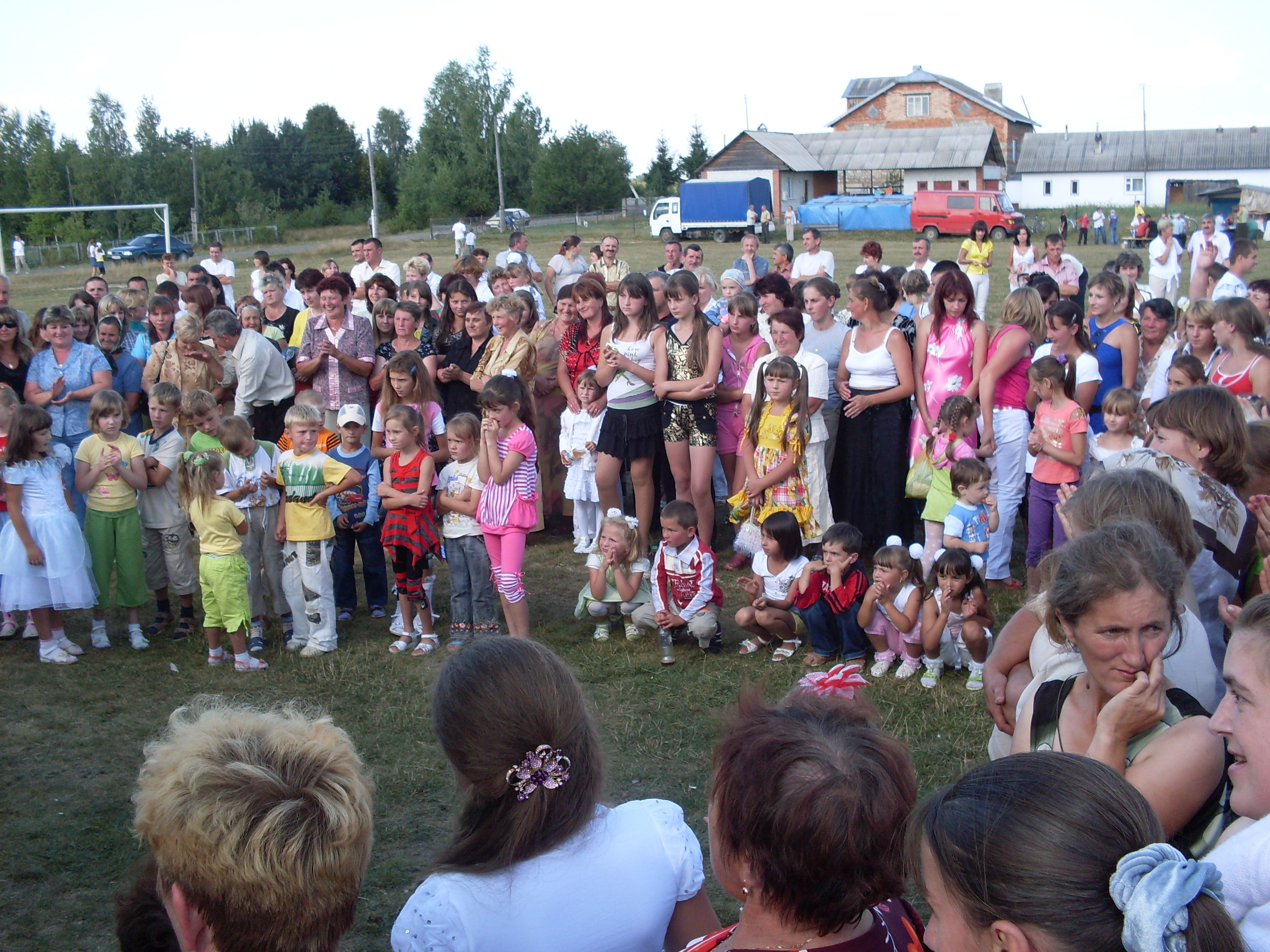
На святкування Дня села, серпень 2009 року

Після смерті єпископа Олександра Балабана[джерело?] в 1638 році польський король Владислав IV передав королівське село Перегінське королівському підчашному Станіславові Яблонському. У 1660 році Яблонський мав тут уже «двір» із п'яти кімнат, два будинки, «браму», фільварок із будинком і пекарнею. З часом Яблонський просить у пана ще ряд сіл, серед яких були врови (так називалося село раніше). Перша згадка про цю подію датується 1672 роком. Отже, село з'явилося в кінці XVII ст., хоча не заперечується, що воно виникло набагато раніше.
Але існує інша назва села — «Вільхівка» (Olchowka, Ольховці). Називається так тому, що на тому місці, де зараз знаходиться село, раніше росло багато вільх. І це більше відповідає дійсності для цілого села, бо «Врови», можливо, називалась якась околиця села (так, як тепер є «Рубань», «Солонець»).
Усі навколишні села мусили платити податки і відробляти панщину. Тут продовжувався спір між родом шляхтичів Яблоновських та єпископатом ГКЦ за земельні володіння. Якийсь час шляхтичі Яблоновські володіли цими землями і експлуатували селян, а селяни чинили спротив, і ця боротьба набувала масового характеру. Селяни відмовлялися виконувати феодальні повинності, що з дня на день зростали і дедалі активніше чинили збройні напади на представників місцевої влади та на жовнірів.
За єпископа Йосифа Шумлянського (1667—1708 рр.) почався другий етап боротьби за володіння Яблоновського. За посередництвом польського короля Яна III Собеського єпископу Йосифові вдалося відібрати частину земель в шляхтича Яблоновського, що коштувало йому, крім королівської допомоги, ще й 70 тисяч тодішніх польських злотих(польський злотий кінця XVII).
Проте конфронтація між шляхтичами та місцевими селянами продовжувалась ще довгий час. Серед населення виникали бунти. Для їх приборкання залучалось військо, яке завдавало чималої кривди селянам та шкоди земельним угіддям.
У 1786 р. в селі було 19 хат і 90 мешканців.
У 1939 році в селі проживало 550 мешканців (усі 550 — українці).

## Населення

### Мова
Розподіл населення за рідною мовою за даними перепису 2001 року:
| Мова       | Кількість | Відсоток |
| ---------- | --------- | -------- |
| українська | 634       | 99.53%   |
| російська  | 3         | 0.47%    |
| Усього     | 637       | 100%     |

## Відомі люди
- Матуляк Петро Ярославович — голова Господарського суду Івано-Франківської області, учасник ліквідації наслідків катастрофи на Чорнобильській атомній станції.[4]